# 寺尾誠
寺尾 誠（てらお まこと、1930年6月4日 - 2015年6月1日）は、日本の経済史学者。

## 人物・来歴
東京・渋谷生まれ。1953年慶應義塾大学経済学部卒。同大学院をへて、1961年慶大経済学部専任講師、1963年助教授、1972年教授。1996年定年退職、名誉教授。

## 著書
- 『価値の社会経済史 分業と支配の史的構造論』税務経理協会, 1977.7
- 『中世経済史』慶応通信, 1978.4
- 『社会科学概論』慶応通信, 1990.4
- 『西洋経済史 近世』慶應通信, 1993.3

### 共編著
- 『温故知新 歴史・思想・社会論集』編. 慶応通信, 1990.10
- 『都市と文明』編著. ミネルヴァ書房, 1996.3
- 『歴史哲学への誘い 哲学者花崎皋平との対話』岩井隆夫 解題・編. 岩井隆夫, 2017.10

### 翻訳
- W.アーベル『農業恐慌と景気循環 中世中期以来の中欧農業及び人口扶養経済の歴史』未来社, 1972
- カールハインツ・ブラシュケ『ルター時代のザクセン 宗教改革の社会・経済・文化史』ヨルダン社, 1981.7
- チャンドラン・D.S.デェヴァネッセン『若き日のガーンディー マハートマーの生誕』未来社, 1987.9
- ギュンター・フランツ『ドイツ農民戦争』中村賢二郎・田中真造・前間良爾共訳. 未来社, 1989.4